# N.Y.の弁慶
『N.Y.の弁慶』（にゅーよーくのべんけい）は、毛利甚八の原作を谷口ジローが作画した日本の漫画作品である。

## 概説
谷口ジローによる最後のハードボイルド作品とされている。物語の舞台となった米国で、高く評価されている。その米国では、先ず雑誌で連載され、その後に単行本が発行された。

## あらすじ
ニューヨークを舞台に「弁慶」と呼ばれる謎の東洋人が仇討ち代行人として暗躍する。

## 初出
『ビッグコミックオリジナル』第18巻第24号（1991年10月28日増刊（10）号）から第19巻第15号（1992年6月28日増刊（6）号）までの各号に掲載された。

## 単行本
英語のほか、中国語、ドイツ語及びフランス語に翻訳された。
日本語
- 『N.Y.の弁慶』小学館〈ビッグコミックススペシャル〉、1996年6月1日。ISBN 4-09-183793-X。

英語
- BENKEI IN NEW YORK. Viz Communications. (2001). ISBN 1-56931-629-5

## 脚註

### 註釈
1. ↑  『N.Y.の弁慶』は、米誌『PULP』第4巻第7号から第5巻第1号まで連載された。